# NGC 3727
NGC 3727 (również PGC 35697) – galaktyka soczewkowata (S0), znajdująca się w gwiazdozbiorze Pucharu. Odkrył ją w 1886 roku Francis Leavenworth.